# Smart Media Production
 (транскр.  Смарт медија продакшн) је српска продукцијска кућа основана 2008. године, у власништву Симониде Кажић и Светлане Дрињаковић. Од 2017. године, препознатљива је по производњи теленовела које се приказују на телевизији Прва.

## Пројекти
| Година     | Наслов                        | Емитер |
| ---------- | ----------------------------- | ------ |
| ТВ емисије |                               |        |
| 2015.      | Ко је код Које                | РТС 1  |
| 2015.      | Лагалица                      | Прва   |
| 2018−2019. | 100 људи 100 ћуди             | Прва   |
| ТВ серије  |                               |        |
| 2017−2019. | Истине и лажи                 | Прва   |
| 2020−2022. | Игра судбине (1. и 2. сезона) | Прва   |
| 2020−2021. | Тате                          | Прва   |
| 2021−2022. | Коло среће                    | Прва   |
| 2022−2023. | Од јутра до сутра             | Прва   |